# Max prend un bain
Max prend un bain è un cortometraggio del 1910 diretto da Lucien Nonguet.

## Trama
Max soffre di un tic nervoso, una scrollata di spalle incontrollata. Disperato per questo tic fastidioso, consulta il Dr. Saimelamort per trovare una soluzione. Il medico gli prescrive di fare dei bagni in acqua fredda ogni ora, tutti i giorni per un mese. Max non possiede una vasca da bagno, così decide di comprarne una dal suo ferramenta. Uscito dal ferramenta con la sua vasca ferma una carrozza per il trasporto ma il cocchiere si rifiuta e se ne va. Max a questo punto si carica sulle spalle la vasca e la porta nella camera del suo appartamento. Max per riempire la vasca prende una caraffa e va sul pianerottolo dove c'è lì il rubinetto dell'acqua; inciampa e rompe la caraffa. Non avendo altro che una bottiglia ed un bicchiere per riempire la vasca decide per non perdere tempo di portarla nel pianerottolo. Una volta riempita la vasca Max non riesce più a riportarla nel suo appartamento e decide di fare il bagno nel pianerottolo. Gli abitanti del palazzo, che sono indispettiti dal suo comportamento, avvisano i gendarmi portando Max nella vasca alla stazione di polizia. Max fugge dalla stazione con la vasca, sale sulla facciata del palazzo inseguito da tutti, entra dentro un lucernario e butta la vasca facendo cadere tutti.